# Фернандес, Луис
Луи́с Ферна́ндес (исп. Luis Fernández; 2 октября 1959, Тарифа, Испания) — французский футболист, полузащитник. Выступал за «Пари Сен-Жермен», «Расинг (Париж)» и «Канн». За сборную Франции провёл 60 матчей. После окончания карьеры работает тренером.

## Карьера

### Тренерская
После окончания карьеры игрока перешёл на тренерскую работу. Тренировал такие клубы, как «Канн», «Пари Сен-Жермен», «Атлетик Бильбао», «Эспаньол», «Эр-Райян», иерусалимский «Бейтар», «Реал Бетис», «Реймс». В марте 2010 года назначен главным тренером национальной сборной Израиля.

## Достижения
Как игрока
ПСЖ
- Чемпион Франции: 1986
- Обладатель Кубка Франции (2): 1982, 1983

Сборная Франции
- Чемпион Европы: 1984
- Обладатель Трофея Артемио Франки: 1985

Как тренера
ПСЖ
- Вице-чемпион Франции: 1996
- Обладатель Кубка Франции: 1995
- Кубок французской лиги: 1995
- Победитель Кубка Кубков: 1996
- Победитель Кубка Интертото: 2001

«Атлетик Бильбао»
- Вице-чемпион Испании: 1998

## Статистика
| Сезон   | Клуб            | Дивизион | Чемпионат           | Еврокубки             | Сборная Франции     |
| ------- | --------------- | -------- | ------------------- | --------------------- | ------------------- |
| 1978/79 | Пари Сен-Жермен | 1        | 7 матчей            | -                     | -                   |
| 1979/80 | Пари Сен-Жермен | 1        | 17 матчей / 2 гола  | -                     | -                   |
| 1980/81 | Пари Сен-Жермен | 1        | 32 матчей / 3 гола  | -                     | -                   |
| 1981/82 | Пари Сен-Жермен | 1        | 35 матчей / 1 гол   | -                     | -                   |
| 1982/83 | Пари Сен-Жермен | 1        | 32 матчей / 6 голов | 6 матчей / 2 гола(C2) | 5 матчей / 1 гол    |
| 1983/84 | Пари Сен-Жермен | 1        | 35 матчей / 3 гола  | 3 матча (C2)          | 12 матчей / 1 гол   |
| 1984/85 | Пари Сен-Жермен | 1        | 30 матчей / 6 голов | 3 матча (C3)          | 5 матчей            |
| 1985/86 | Пари Сен-Жермен | 1        | 37 матчей / 9 голов | -                     | 12 матчей / 2 голов |
| 1986/87 | Расинг (Париж)  | 1        | 26 матчей / 2 гола  | -                     | 3 матча             |
| 1987/88 | Расинг (Париж)  | 1        | 29 матчей / 1 гол   | -                     | 7 матчей / 1 гол    |
| 1988/89 | Расинг (Париж)  | 1        | 4 матча             | -                     | -                   |
| 1989/90 | Канн            | 1        | 25 матчей / 2 гола  | -                     | 1 матч              |
| 1990/91 | Канн            | 1        | 36 матчей / 1 гол   | -                     | 5 матчей            |
| 1991/92 | Канн            | 1        | 24 матчей           | 3 матча (C3)          | 10 матчей / 1 гол   |
| 1992/93 | Канн            | 2        | 8 матчей            | -                     | -                   |